# Euseius nyanzaensis
Euseius nyanzaensis är en spindeldjursart som beskrevs av Moraes, Zannou och Oliveira 2006. Euseius nyanzaensis ingår i släktet Euseius och familjen Phytoseiidae. Inga underarter finns listade i Catalogue of Life.